# Zhaizhong
Zhaizhong (kinesiska: 宅中) är en socken i sydöstra Kina. Den ligger i Zherong härad i staden Ningde i provinsen Fujian, omkring 130 kilometer nordost om provinshuvudstaden Fuzhou. Antalet invånare är 4 263. Befolkningen består av 1 991 kvinnor och 2 272 män. Barn under 15 år utgör 14,0 %, vuxna 15-64 år 74 %, och äldre över 65 år 11,0 %.